# Jerwonice
Jerwonice (prononciation [ jɛrvɔˈnit͡sɛ]) est un village de la gmina de Lutomiersk, du powiat de Pabianice, dans la voïvodie de Łódź, situé dans le centre de la Pologne.
Il se situe à environ 7 kilomètres au nord-ouest de Lutomiersk (siège de la gmina), 24 kilomètres au nord-ouest de Pabianice (siège du powiat) et 25 kilomètres à l'ouest de Łódź (capitale de la voïvodie).

## Administration
De 1975 à 1998, le village était attaché administrativement à l'ancienne voïvodie de Sieradz.

Depuis 1999, il fait partie de la nouvelle voïvodie de Łódź.